# Luis Oyarzún Rebolledo
Luis Esteban Oyarzún Rebolledo (* 24. April 1982 in San Miguel, Santiago de Chile) ist ein ehemaliger chilenischer Fußballspieler, der hauptsächlich als Innenverteidiger eingesetzt wurde.

## Karriere

### Verein
Luis Oyarzún debütierte 2003 bei seinem Jugendverein CD Palestino in der Primera División. Durch seine guten Leistungen wurde er Mitte 2003 von den Santiago Wanderers verpflichtet. Beim Klub aus Valparaíso spielte Oyarzún dreieinhalb Jahre. Nach kurzen Stationen beim CD O’Higgins, bei Coquimbo Unido und bei Deportes Melipilla kehrte er 2009 zu Palestino zurück. 2012 ging Oyarzún zu den Rangers de Talca und beendete nach dieser Saison seine Karriere.

### Nationalmannschaft
Luis Oyarzún nahm mit der U-20-Nationalmannschaft Chiles an der Weltmeisterschaft 2001 in Argentinien teil und absolvierte zwei der drei Gruppenspiele. Chile schied mit einem Sieg aus drei Spielen als Gruppenletzter aus. Zudem spielte der 1982 geborene Verteidiger beim olympischen Qualifikationsturnier 2004 für die Olympiamannschaft Chiles, jedoch verpasste La Roja als Vierter in der Finalrunde die Spiele in Athen.